# Fowler (Kansas)
Fowler es una ciudad ubicada en el de condado de Meade en el estado estadounidense de Kansas. En el año 2010 tenía una población de 590 habitantes y una densidad poblacional de 491,67 personas por km².

## Geografía
Fowler se encuentra ubicada en las coordenadas 37°22′56″N 100°11′41″O / 37.38222, -100.19472 (37.382265, -100.194738).

## Demografía
Según la Oficina del Censo en 2000 los ingresos medios por hogar en la localidad eran de $33,214 y los ingresos medios por familia eran $40,750. Los hombres tenían unos ingresos medios de $26,827 frente a los $19,028 para las mujeres. La renta per cápita para la localidad era de $16,788. Alrededor del 5.5% de la población estaban por debajo del umbral de pobreza.